# تسفي غولدستاين
تسفي غولدستاين (بالعبرية: צבי גולדשטיין‏) هو فنان تشكيلي إسرائيلي، ولد في 21 يناير 1947 في مقاطعة كلوج في رومانيا.

## وصلات خارجية
- الموقع الرسمي